# Operação Tridente
A Operação Tridente foi uma operação militar combinada de forças do Exército, Marinha e Força Aérea, decorrida em Janeiro de 1964 no decurso da Guerra Colonial na Guiné-Bissau, que tinha como finalidade ocupar as três ilhas que constituem a região do Como: Caiar, Como e Catungo, que, desde 1963, estavam sob domínio dos guerrilheiros do Partido Africano para a Independência da Guiné e Cabo Verde.
Esta operação foi dividida em três fases:
1. A primeira iniciou-se em 15 de Janeiro e consistiu nos desembarques dos agrupamentos, apoiados pela Força Aérea e pela artilharia, a partir de uma base em Catió;
2. Na segunda fase, as forças portuguesas efectuaram operações de patrulhamento das ilhas, de 17 a 24 de Janeiro;
3. Uma terceira fase, de 24 de Janeiro a 24 de Março, em que se concentraram os esforços na ilha do Como, tendo sido nesta última que se travaram os recontros mais intensos, novamente apoiados pela artilharia e Força Aérea.

Em relação ao equipamento mobilizado, incluiu-se a participação da fragata NRP Nuno Tristão ao largo da ilha do Como, para além de outros navios e lanchas, um helicóptero Alouette II para operações de transporte e de evacuação de feridos, os F-86 Sabre, caça-bombardeiros da Base Aérea Nº 12 (AB12), em Bissau, e os aviões T-6 Harvard em apoio táctico permanente e Dornier DO-27. Contou-se ainda com a mobilização de alguns P2V5 Neptune de luta anti-submarina da base do Montijo para o AB12 para bombardeamento nocturno, e um avião de transporte de carga Douglas C-47 que pertencia ao AB12.
Segundo um relatório médico de uma das companhias «Dos 151 homens que participaram na Operação Tridente, encontram-se em tratamento 132», o que descreve as péssimas condições sanitárias e climatéricas a que estiveram sujeitos os militares.